# Scott Bakula
Pour les articles homonymes, voir Bakula.
Scott Bakula, né le 9 octobre 1954 à Saint-Louis, dans le Missouri, est un acteur américain spécialisé dans les séries télévisées, également producteur et réalisateur.
Il est notamment connu pour ses rôles du docteur Samuel Beckett dans la série Code Quantum diffusée sur M6 à partir de 1993, du Capitaine Archer dans Star Trek: Enterprise et plus récemment, de l'agent Dwayne Pride dans NCIS : Nouvelle-Orléans.

## Biographie

### Origines
Scott Stewart Bakula a des origines tchèques par son père[réf. nécessaire].

### Carrière
D'abord comédien de théâtre, Scott Bakula commence sa carrière télévisuelle à la trentaine en apparaissant dans de petits rôles. En 1989, il se fait enfin connaître, alors qu'il a 35 ans, en incarnant le Dr Sam Beckett, un scientifique d'une époque future qui voyage dans le temps en incarnant diverses personnes, dans la série Code Quantum. Celle-ci dure cinq saisons.
En 1995, il tente de tourner la suite de la série Les Envahisseurs en interprétant le rôle de Nolan Wood dans Le Retour des envahisseurs mais le succès n'est pas au rendez-vous et se limite à un téléfilm dans lequel il croise Roy Thinnes qui reprend pour l'occasion le rôle de David Vincent.
En 1996, il interprète Mr Smith aux côtés de Maria Bello dans la série Mr. et Mrs. Smith. Il tient ensuite un rôle dans Murphy Brown et interprète le capitaine Jonathan Archer dans la série de science-fiction Star Trek: Enterprise, où il apparaît dans un épisode avec son ancien acolyte de Code Quantum, Dean Stockwell.
Il fait également quelques apparitions assez remarquées au cinéma, notamment dans Color of Night, aux côtés de Bruce Willis, ou encore dans Ma vie avec Liberace avec Michael Douglas et Matt Damon.
En septembre 2014, il tient le rôle principal dans la série NCIS : Nouvelle-Orléans. Fils de musiciens, il joue réellement du piano à l'instar de son personnage dans la série. En 2021, la série est annulée après sept saisons.

### Vie privée
En 1981, Scott Bakula épouse Krista Neumann. Ils ont eu deux enfants : Chelsy et Cody. Ils divorcent en 1995.
Depuis 2009, il est marié avec Chelsea Field, avec qui il a deux enfants : Wil Botfield et Owen Barret.

## Filmographie

### Cinéma

#### Longs métrages
- 1990 : L'Amour dans de beaux draps (Sibling Rivalry) de Carl Reiner : Harry Turner
- 1991 : L'Équipe de casse-gueule (en) (Necessary Roughness) de Stan Dragoti : Paul Blake
- 1994 : Color of Night de Richard Rush : Dr Bob Moore
- 1994 : Le Prix de la passion (A Passion to Kill) de Rick King : Dr David Lawson
- 1995 : Rêves de famille (My Family) de Gregory Nava : David Ronconi
- 1995 : Le Maître des illusions (Lord of Illusions) de Clive Barker : Harry D'Amour
- 1997 : Dany, le chat superstar (Cats Don't Dance) de Mark Dindal : Dany (voix)
- 1998 : Les Indians 3 (Major League : Back to the Minors) de John Warren (en) : Gus Cantrell
- 1999 : American Beauty de Sam Mendes : Jim Olmeyer
- 2000 : Luminarias de José Luis Valenzuela : Joseph Levinson
- 2002 : La Maison sur l'océan (Life as a House) d'Irwin Winkler : Officier Kurt Walker
- 2009 : The Informant ! de Steven Soderbergh : Brian Shepard
- 2011 : Source Code de Duncan Jones : Donald Stevens (voix)
- 2013 : Geography Club de Gary Entin : Carl Land
- 2014 : Elsa et Fred (Elsa and Fred) de Michael Radford : Raymond Hayes
- 2015 : Me Him Her de Max Landis : Mr Ehrlick
- 2017 : Summertime de Gabriele Muccino : Le père de Paul
- 2017 : Basmati Blues de Dan Baron : Ben
- 2023 : Divinity d'Eddie Alcazar : Sterling Pierce

#### Courts métrages
- 1993 : For Godness Sake de David Zucker : Henry
- 2003 : The Ticket de David Fuller : Dunniger

#### Séries télévisées
- 1978 : On Our Own : John
- 1986 : Le Monde merveilleux de Disney (Disneyland) : Jeffrey Wilder
- 1986 : CBS Summer Playhouse : Dr Sanderson
- 1986 : Sam suffit (My Sister Sam) : Peter Strickland
- 1986 - 1987 : Gung Ho : Hunt Stevenson
- 1986 - 1988 : Femmes d'affaires et Dames de cœur (Designing Women) : Dr Theodore « Ted » Shively
- 1987 : Matlock : Jed Palmer
- 1988 : Eisenhower & Lutz : Barnett M. « Bud » Lutz Jr.
- 1989 - 1993 : Code Quantum : Dr Samuel « Sam » Beckett
- 1993 - 1994 : Murphy Brown : Peter Hunt
- 1994 : Dream On : Aaron Hernick
- 1995 : Le Retour des envahisseurs (The Invaders) : Nolan Wood
- 1996 : Adventures from the Book of Virtues : Elbegast (voix)
- 1996 - 1997 : Mr. et Mrs. Smith : Mr Smith
- 2001 - 2005 : Star Trek : Enterprise : Jonathan Archer
- 2003 : Rolie Polie Olie : Monsieur Gibraltar (voix)
- 2006 / 2009 - 2010 : Old Christine : Jeff
- 2007 : American Body Shop : Maury
- 2008 : Boston Justice : Jack Ross
- 2008 : State of the Union : Chris Fulbright
- 2009 : Men of a Certain Age : Terry Elliott
- 2009 - 2011 : Chuck : Stephen Bartowski
- 2012 : New York, unité spéciale (Law and Order : Special Victims Unit) : Kent Webster
- 2012 : Desperate Housewives : Trip Weston
- 2012 : Les Griffin (Family Guy) : Lui-même (voix)
- 2013 : Mon oncle Charlie (Two and a Half Men) : Jerry
- 2014 : Caper : Pete Blue
- 2014 - 2015 : Looking : Lynn
- 2014 / 2016 - 2017 : NCIS : Enquêtes spéciales (NCIS) : Dwayne Pride
- 2014 - 2021 : NCIS : Nouvelle-Orléans (NCIS : New Orleans) : Dwayne Pride
- 2017 : Philadelphia : Lui-même
- 2018 : The Late Show with Stephen Colbert : Dwayne Pride
- 2019 : Les Simpson (The Simpsons) : Lui-même (voix)
- 2021 : What We Do in the Shadows : Lui-même
- 2024 : Only Murders in the Building : Lui-même

#### Téléfilms
- 1986 : L'indestructible de Corey Allen : Jeffrey Wilder
- 1987 : The Last Flying de Corey Allen : Drew
- 1992 : In the Shadow of a Killer d'Alan Metzger : Détective David Mitchell
- 1993 : Sauvetage en plein vol (Mercy Mission : The Rescue of Flight 771) de Roger Young : Jay Parkins
- 1994 : Témoins traqués (Nowhere to Hide) de Bobby Roth : Kevin Nicholas
- 1996 : Le Père célibataire (The Bachelor's Baby) de Paul Schneider : Jake Henry
- 1999 : Net Force de Robert Lieberman : Alex Michaels
- 1999 : Dead Game (Mean Streak) de Tim Hunter : Détective Lou Mattoni
- 2000 : In the Name of the People (en) de Peter Levin : John Burke
- 2000 : À visage découvert (Above Suspections) de Lee Rose : James Stockton
- 2000 : Mon ami Sam (The Trial of Old Drum) de Sean McNamara : George Graham
- 2000 : Adieu soleil (Papa's Angels) de Dwight H. Little : Grins Jenkins
- 2001 : Affaires de femmes (A Girl Thing) de Lee Rose : Paul Morgan
- 2001 : À l'épreuve de l'amour (What Girls Learn) de Lee Rose : Nick
- 2002 : Mon plus beau rôle (Role of a Lifetime) d'Antony Alda : Bobby Cellini / Buck Steele
- 2007 : Les Flammes du passé (Nora Roberts' Blue Smoke) de David Carson : John Minger
- 2013 : Ma vie avec Liberace (Behind the Candelabra) de Steven Soderbergh : Bob Black
- 2022 : Unbroken de Bronwen Hughes : Ash Holleran

### Producteur exécutif
- 1996 : Le Père célibataire (The Bachelor's Baby) (téléfilm)
- 1996 - 1997 : Mr. et Mrs. Smith (13 épisodes)
- 2000 : Adieu soleil (Papa's Angels) de Dwight H. Little (téléfilm)
- 2001 : À l'épreuve de l'amour (téléfilm)
- 2015 : Two Cities de Darius Clark Monroe (court métrage)
- 2017 : The Boatman de Zack Godshall (court métrage)
- 2016 - 2021 : NCIS : Nouvelle-Orléans (NCIS : New Orleans) (107 épisodes)

### Réalisateur
- 1991 - 1992 : Code Quantum (saison 4, épisodes 5 et 17 et saison 5, épisode 11)

## Distinctions

### Récompenses
- 1990 : Viewers for Quality Television Awards du meilleur acteur dans une série télévisée dramatique dans le rôle Dr. Samuel « Sam » Beckett pour Code Quantum (1989-1993).
- 1991 : Viewers for Quality Television Awards du meilleur acteur dans une série télévisée dramatique dans le rôle Dr. Samuel « Sam » Beckett pour Code Quantum (1989-1993).
- 49e cérémonie des Golden Globes 1992 : Meilleur acteur dans une série dramatique dans le rôle Dr. Samuel « Sam » Beckett pour Code Quantum (1989-1993).
- 1992 : Viewers for Quality Television Awards du meilleur acteur dans une série télévisée dramatique dans le rôle Dr. Samuel « Sam » Beckett pour Code Quantum (1989-1993).
- 1993 : Viewers for Quality Television Awards du meilleur acteur dans une série télévisée dramatique dans le rôle Dr. Samuel « Sam » Beckett pour Code Quantum (1989-1993).
- 1994 : Viewers for Quality Television Awards du meilleur acteur dans une série télévisée dramatique dans le rôle Dr. Samuel « Sam » Beckett pour Code Quantum (1989-1993).

### Nominations
- Primetime Emmy Awards 1990 : Meilleur acteur dans une série télévisée dramatique dans le rôle Dr. Samuel « Sam » Beckett pour Code Quantum (1989-1993).
- 48e cérémonie des Golden Globes 1991 : Meilleur acteur dans une série dramatique dans le rôle Dr. Samuel « Sam » Beckett pour Code Quantum (1989-1993).
- Primetime Emmy Awards 1991 : Meilleur acteur dans une série télévisée dramatique dans le rôle Dr. Samuel « Sam » Beckett pour Code Quantum (1989-1993).
- Primetime Emmy Awards 1992 : Meilleur acteur dans une série télévisée dramatique dans le rôle Dr. Samuel « Sam » Beckett pour Code Quantum (1989-1993).
- 50e cérémonie des Golden Globes 1993 : Meilleur acteur dans une série dramatique dans le rôle Dr. Samuel « Sam » Beckett pour Code Quantum (1989-1993).
- 1993 : American Television Awards du meilleur acteur dans une série télévisée dramatique dans le rôle Dr. Samuel « Sam » Beckett pour Code Quantum (1989-1993).
- Primetime Emmy Awards 1993 : Meilleur acteur dans une série télévisée dramatique dans le rôle Dr. Samuel « Sam » Beckett pour Code Quantum (1989-1993).
- 1999 : Awards Circuit Community Awards de la meilleure distribution dans un drame romantique pour American Beauty (1999) partagé avec Kevin Spacey, Annette Bening, Chris Cooper, Wes Bentley, Thora Birch, Mena Suvari, Peter Gallagher et Allison Janney.
- 29e cérémonie des Saturn Awards 2002 : Meilleur acteur dans le rôle de Jonathan Archer dans Star Trek: Enterprise (2001-2005).
- 30e cérémonie des Saturn Awards 2003 : Meilleur acteur dans le rôle de Jonathan Archer dans Star Trek: Enterprise (2001-2005).
- 31e cérémonie des Saturn Awards 2004 : Meilleur acteur dans le rôle de Jonathan Archer dans Star Trek: Enterprise (2001-2005).
- 65e cérémonie des Primetime Emmy Awards 2013 : Meilleur acteur dans un second rôle dans une mini-série ou un téléfilm pour Ma vie avec Liberace (Behind the Candelabra) (2013).

## Voix françaises
En France, Guy Chapellier est la voix régulière de Scott Bakula depuis Code Quantum.
| - Guy Chapellier, dans : - Code Quantum (série télévisée) - Murphy Brown (série télévisée) - Nowhere to Hide (téléfilm) - Le Retour des envahisseurs (mini-série) - Le Maître des illusions - Mr. et Mrs. Smith (série télévisée) - Le Père célibataire (téléfilm) - NetForce (téléfilm) - American Beauty - Adieu soleil (téléfilm) - In the Name of the People (téléfilm) - Mon ami Sam (téléfilm) - Star Trek: Enterprise (série télévisée) - À l'épreuve de l'amour (téléfilm) - Girls in the City : Affaires de femmes (téléfilm) - Mon plus beau rôle - Old Christine (série télévisée) - Boston Justice (série télévisée) - Les Flammes du passé (téléfilm) - The Informant! - Chuck (série télévisée) - Desperate Housewives (série télévisée) - New York, unité spéciale (série télévisée) - Mon oncle Charlie (série télévisée) - Looking (série télévisée) - NCIS : Enquêtes spéciales (série télévisée) - NCIS : Nouvelle-Orléans (série télévisée) - Philadelphia (série télévisée) - What We Do in the Shadows (série télévisée) | - Michel Papineschi dans : - L'Équipe de casse-gueules - Color of Night - À visage découvert (téléfilm) Et aussi - Bernard Alane dans L'Amour dans de beaux draps - Hervé Jolly dans La Maison sur l'océan - Claude Lesko dans Source Code (voix) - Joël Legendre dans Dany, le chat superstar (voix) - Pierre-François Pistorio dans Ma vie avec Liberace (téléfilm) |